# Jiangxin Zhou
Jiangxin Zhou (kinesiska: 江心洲) är en ö i Kina. Den ligger i provinsen Jiangsu, i den östra delen av landet, omkring 75 kilometer öster om provinshuvudstaden Nanjing. Arean är 18,4 kvadratkilometer. Den sträcker sig 3,9 kilometer i nord-sydlig riktning, och 5,8 kilometer i öst-västlig riktning.  Trakten runt Jiangxin Zhou består till största delen av jordbruksmark.
Genomsnittlig årsnederbörd är 1 302 millimeter. Den regnigaste månaden är juli, med i genomsnitt 255 mm nederbörd, och den torraste är januari, med 30 mm nederbörd.